# Wolodymyr Schabaltas
Wolodymyr Schabaltas (ukrainisch Володимир Шабалтас, englisch Vladimir Shabaltas; * 3. März 1970 in Charkiw; † August 2010 in Kosjatyn) war ein ukrainischer Jazzmusiker (Gitarre, Komposition).
Schabaltas schloss 1999 seine Studien als Jazzgitarrist und Orchesterleiter am Charkiwer Konservatorium ab. Bereits während seines Studium, 1995, war er Mitbegründer der Jazzband SkhidSide, der er bis 2006 angehörte und mit der mehrere Alben erschienen. Innerhalb weniger Jahre erschienen zahlreiche Artikel über ihn in Zeitungen und Zeitschriften. 2003 wurde er Lehrer an der Glier Kyiv Music Academy. 2005 trat er mit Randy Brecker und SkchidSide in Kiew auf. 2006 konzertierte er mit der Z-Band von Igor Zakus (Zakus Was Here Live) und gehörte als Gitarrist zu VIA gra (New Virgos). 2008 legte er als Volodymyr Shabaltas mit seinem Vsh-Ensemble das Album Acid Menu vor. Ein weiteres Album dokumentiert den letzten Auftritt von Schabaltas mit dem Vladimir Shabaltas Quartet.

## Diskographische Hinweise
- Vsh-Ensemble, Vladimir Shabaltas: Acid Menu (Темпора 2008, mit Dennis Adu, Dmytro Bobeen Alexandrov, Rodion Ivanov, Igor Zakus, Olexander Lebedenko)
- Vladimir Shabaltas Quartet: Missing Person (Темпора 2012, mit Bohdan Gumeniuk, Igor Zakus, Pavlo Halytsky)